# Майдани та площі Харкова
Список та короткі характеристики майданів та площ міста Харкова:
| Назва майдану                | Інші (попередні) назви | Історичний район                      | Адміністративний район        | Сусідні вулиці | Вид площі | Уточнюючі відомості | Категорія зображень                                                        |
| ---------------------------- | --- | ------------------------------------- | ----------------------------- | --- | --------- | --- | -------------------------------------------------------------------------- |
| майдан Архітекторів          | площа Олексія Бекетова | Нагірний район                        | Київський                     | вулиця Григорія Сковороди |           | |                                                                            |
| Базарний майдан              | | Нова Баварія                          | Новобаварський                | Ново-Баварський проспект, вулиця Китаєнка, вулиця Петра Свинаренка                                                                           |           | Нова Баварія |                                                                            |
| Благовіщенський майдан       | | Залопань                              | Холодногірський               | Благовіщенська вулиця, Різдвяна вулиця, Коцарська вулиця                                                                                     |           | Утворилася в XVII столітті. Названа по старій дерев'яній Благовіщенській церкві. |                                                                            |
| Георгіївський майдан         | | Велика Данилівка                      | Київський                     | Генерала Удовиченка, Острогозька вулиця, вулиця Решетея, вулиця Народовладдя, 2-й Георгіївський провулок                                     |           | |                                                                            |
| майдан Героїв Небесної сотні | Михайлівська площа, Сінна площа, Плац-парадне місце, Скобелевська площа (1882—1919), майдан Руднєва (1919—2015) | Захарків                              | Основ'янський                 | проспект Героїв Харкова, вулиця Руставелі, Нетіченська вулиця                                                                                |           | Виникла в кінці XVIII століття на місці фортечного валу. Названа за старою Михайлівською церквою. |                                                                            |
| майдан Іподрому              | Бігова площа, майдан Іподрому, майдан Першого Травня | Нагірний район                        | Київський                     | вулиця Весніна, Мироносицька вулиця, Чернишевська вулиця, вулиця Алчевських                                                                  |           | З'явився з будівництвом іподрому з 1848 року. |                                                                            |
| майдан Захисників України    | Кінна площа, майдан Повстання | Немишлянська слобода                  | Салтівський                   | проспект Героїв Харкова, вулиця Богдана Хмельницького, Молочна вулиця, вулиця Олега Громадського                                             |           | Мала назву Кінної, оскільки поруч розташовувався Кінний ринок. |                                                                            |
| майдан Ірини Бугримової      | Занетіченська площа, Воскресенська площа (до 1922), майдан Урицького (1919—2004) | Нетіча                                | Основ'янський                 | Гімназійна набережна, Нетіченська набережна, Греківська вулиця, Воскресенська вулиця                                                         |           | Названа на честь Воскресенської церкви, потім голови Петроградської НК, потім російської циркової артистки. | Irina Bugrymova Square                                                     |
| майдан Конституції           | Ярмаркова площа, Миколаївська площа, площа Тевелєва, площа Радянської України | Нагірний район                        | Шевченківський                | Сумська вулиця, проспект Героїв Харкова, Університетська вулиця, Бурсацький узвіз, Римарська вулиця, Миколаївська вулиця, провулок Мечникова |           | З'явилася не пізніше від 1659 року, одночасно з Харківською фортецею. Названа за старою Миколаївською церквою. | Nikolaevskaya Square Tevelev Square Constitution Square Майдан Конституції |
| майдан Національної Гвардії  | Жандармська площа, Катеринославська площа, площа Малиновського | Гончарівка                            | Новобаварський                | Полтавський Шлях, Гончарівський бульвар |           | Названа по жандармському управлінню. |                                                                            |
| майдан Оборонний Вал         | Вознесенська площа, майдан Фейєрбаха | Захарків                              | Салтівський район             | проспект Героїв Харкова, Вознесенська вулиця, провулок Фейєрбаха                                                                             |           | Історично Вознесенська площа була названа на честь Вознесенської церкви. |                                                                            |
| Павлівський майдан           | Лобова площа, Народна площа, Торгова площа, Павлівська площа, майдан Рози Люксембург | Поділ                                 | Шевченківський, Основ'янський | Університетська вул., Банний пров., Вірменський пров., Подільський пров.                                                                     |           | Утворилася в другій половині XVII століття. В середині XIX названа по дому купця Павлова. |                                                                            |
| майдан Поезії                | Німецька площа, Лютеранська площа | Нагірний район                        | Київський                     | вулиця Григорія Сковороди, Чернишевська вулиця                                                                                               |           | Утворилася на початку XX століття. Названа по лютеранській кірсі (1914). |                                                                            |
| Привокзальний майдан         | Архієрейська левада, Вокзальна площа, Кагановича (193.-?) | Гончарівка                            | Холодногірський               | Євгена Котляра вул., Слов'янська вул., Полтавський шлях                                                                                      |           | З'явилася з будівництвом першого харківського вокзалу (1869). Складається з двох частин, розділених будівлею Управління Південної залізниці (1914—1916). Друга частина з новим трамвайним колом з'явилася як площа після знесення будівель в 1960-х роках. | Південний вокзал Railway pochtamt                                          |
| Рибний майдан                | Рибний базар | Поділ                                 | Основ'янський                 | Університетська вулиця, Банний провулок, Кооперативна вулиця, Кузнечна вулиця                                                                |           | Названа по рибному ринку. |                                                                            |
| майдан Свободи               | Ветеринарна площа (частина нинішньої; названа по будівлі ветеринарного інституту), по суті пустир (до 1925), площа Дзержинського (до 1996), площа Німецькій армії (1942—1943), площа Лейбштандарт СС (1943), майдан Незалежності (1996—1998) (?) | Нагірний район                        | Шевченківський                | Сумська вулиця, вулиця Трінклера, проспект Науки, Клочківський узвіз                                                                         |           | Спланована Віктором Троценком в 1923 році, остаточно в 1925 р., вимощена в 1930—1932 (?) | Gosprom «Queen» in Kharkov (2008)                                          |
| Сергіївський майдан          | Лопанський базар (до пожежі 1835 р. ), Сергієвський ряд, Сергіївські ряди, Сергіївська площа (з середини XIX ст. до 1932 року) | Поділ                                 | Шевченківський, Основ'янський | Клочківська вул., Соборний узвіз |           | |                                                                            |
| Театральний майдан           | Театральний сквер, сквер Гоголя | Нагірний район                        | Київський                     | Сумська вулиця., вулиця Григорія Сковороди, вулиця Гоголя, вулиця Донця-Захаржевського                                                       |           | Утворилася в кінці XVIII століття на місці земляного оборонного валу. Названа на початку XIX по старому міському театру. |                                                                            |
| Університетська площа        | Соборна площа, Радянська площа, сквер Полеглих борців | Університетська гірка, Нагірний район | Шевченківський                | Університетська вулиця, Соборний узвіз, Соборний провулок                                                                                    |           | Названа по Успенському собору. |                                                                            |
| майдан Шуберта               | ? | Слобідський                           | провулок Щедрика              | |           | Селище імені Герцена |                                                                            |
| майдан Ярослава Мудрого      | Басейна площа, сквер з фонтаном біля кінотеатру | Нагірний район                        | Київський                     | вулиця Григорія Сковороди, вулиця Ярослава Мудрого                                                                                           |           | Названа (як і вулиця) через побудовану в 1900-х роках у китайському стилі вежі напірного басейну харківського водопроводу. Знову площа з грудня 2007 року .                                                                                                |                                                                            |

## Історичні
| Назва площі                  | Інші (попередні) назви                                                              | Історичний район               | Адміністративний район | Сусідні вулиці                                                                                             | Вид площі | Уточнюючі відомості | Категорія зображень                  |
| ---------------------------- | ----------------------------------------------------------------------------------- | ------------------------------ | ---------------------- | --- | --------- | --- | ------------------------------------ |
| Аерофлотська площа           | Площа аеропорту, Аеровокзальна, Привокзальна                                        | умовно — Основа                | Слобідський            | вулиця Антонова                                                                                            |           | З'явилася з будівництвом аеропорту «Основа» (1928), оформлена на початку 1950-х років |                                      |
| Інженерний майдан            | немає                                                                               | Балашівка                      | Слобідський            | вулиця Георгія Тарасенка                                                                                   |           | Район заводу ім. Малишева. Знаходилась між вулицею Георгія Тарасенка і будівлею заводоуправління ХЗТМ. Поштовий індекс 61037                                                                                       |                                      |
| Кам'янець-Подільський майдан |                                                                                     | ?                              | Холодногірський        | ? |           | Район Північного Посту. Поштовий індекс 61040 |                                      |
| Каплунівська площа           | Каплунівське кладовище                                                              | Нагірний район, «Дурноляповка» | Київський              | вулиця Григорія Сковороди, вулиця Манізера, Каплунівська вулиця                                            |           | Названа за новою Каплунівською церквою (1912). Забудована в 1932/1934 рр. з будівництвом семиповерхового будинку для ХПЗ (Центральний гастроном)                                                                   |                                      |
| Мироносицька площа           | Мироносицьке кладовище, тролейбусний парк (1930—1946), сквер Перемоги (з 1946 року) | Нагірний район                 | Київський              | Сумська вулиця, вулиця Жон Мироносиць, Чернишевська вулиця, вул. Скрипника, вул. Гоголя, Мироносицька вул. |           | Утворилася в кінці XVIII століття. Названа за назвою старої Мироносицької церкви. Після руйнування церкви частково забудована, частково засаджена сквером Перемоги, частково стала вулицею Скрипника               | Mironositskaya church Victory Square |
| Майдан Олександра Невського  | Пустир                                                                              | Заїківка/Левада                | Основ'янський          | Гольдбергівська вулиця                                                                                     |           | Названа по Олександро-Невській церкві (1881). Розташовувалась по вул. Заїківській за 300 метрів від вул. Зміївської (зараз пр. Гагаріна), по лівій стороні, за мостом над залізницею. Забудована, назва залишилася |                                      |
| Майдан Радянської України    | до 2011 — сквер біля ДК ХТЗ. Не плутати з майданом Конституції                      | ХТЗ                            | Індустріальний         | Індустріальний проспект                                                                                    |           | Названий рішенням міськради в 2011 році через перенесення туди з майдану Конституції пям'ятника Радянської влади                                                                                                   |                                      |
| Ринкова площа                | Дунінська левада, Базарна                                                           | Залопань                       | Холодногірський        | Благовіщенський базар                                                                                      |           | Утворилася в XIX столітті. |                                      |
| Тюремна площа                | Залопань                                                                            |                                | Холодногірський        | Полтавський Шлях, Зброярська вулиця, Різдвяна вулиця                                                       |           | Забудована в XX столітті |                                      |